# Upplands runinskrifter 997
Runinskrift U 997 är en runsten i Lövsta, Funbo socken, Uppsala kommun i Uppland.

## Runstenen
U 997 är placerad 100 meter nordväst om Lövstas huvudbyggnad, ristningen vetter mot sydväst.
Stenen består av röd granit med mycket fältspat i. Den är 1,55 meter hög och ungefär en meter som bredast. På vänstra sidan är ett stycke bortslaget nedtill, och lite av ristningen saknas upptill på högra sidan. I övrigt är ristningen välbevarad och tydlig. Den är väl huggen med jämna och runda linjer.

## Inskriften
Translitterering av runraden:
rikuiþr × lit rai(s)a × stina eftʀ × ihul × faþur × sin
Normalisering till fornvästnordiska:
ʀikviðr let ræisa stæina æftiʀ Igul, faður sinn.
Översättning till nusvenska:
Rikvid lät resa stenarna efter Igul, sin fader.

## Historia
Johannes Rhezelius tecknade av runinskriften 1635. Rhezelius antecknade också att bönderna i socknen berättade för honom: "At han är satter för en Jättekonunger, huilken där strax hoos skal wara begrafwen i en högh eler Röös, af huilket Röös draken ofta plägar sigh see låta."
1864 flyttades stenen från en hage söder om Lövstad till sin nuvarande plats som då var del av trädgården kring Lövsta.